# Regina Terruzzi
Regina Terruzzi (Milano, 1862 – Firenze, 1951) è stata una scrittrice e attivista italiana.

## Biografia
Regina Terruzzi, educata ai valori mazziniani, ebbe un ruolo di rilievo sulla scena politica italiana tra la fine del XIX secolo e la prima metà del XX. Fece il suo esordio traducendo Ernest Legouvé, sostenitore delle lotte per l'emancipazione della donna e si lasciò poi prendere dalla politica. Amica di Ada Negri  e molto impegnata nell'insegnamento, in quegli anni intrecciò una relazione con un chirurgo siciliano, tale Gargitano, che, tuttavia, quando seppe che la donna attendeva un bambino, si rifiutò di sposarla e di riconoscere il figlio. La Terruzzi, in anni in cui la vita di una ragazza madre era terribilmente difficile, non volle abortire e il 16 maggio 1894 diede alla luce Paolo, del quale si occupò sempre con grandissimo affetto. Nel 1896 la donna si iscrisse alla sede lombarda dell'Associazione Nazionale fra gli Insegnanti delle Scuole Secondarie, nella quale fu molto attiva, proponendo di equiparare le docenti della Scuola Complementare, pagate molto poco e prive di ogni tutela, a quelle della Superiore e ottenendo dal Ministero che nell'Istituto maschile Cattaneo di Milano, nascesse nel 1897 una sezione femminile. Era una significativa vittoria nella battaglia per il diritto allo studio della donna, che la Terruzzi continuò a sostenere a Milano come direttrice della Scuola Tecnica Femminile "Teresa Confalonieri", a Torino, dove fu trasferita e fondò la Scuola Tecnica Femminile "Regina Elena" e fuori dalla scuola, nella Lega per la Tutela dei Diritti delle Donne, cui si iscrisse nel 1897, diventandone membro dell'esecutivo fino allo scioglimento, avvenuto nel 1898, dopo i tragici fatti di Milano in cui la Lega non aveva avuto alcun ruolo. Ai primi del Novecento si iscrisse al Partito Socialista Italiano, ricoprendovi incarichi direttivi. Nel 1913, insieme ad Anna Kuliscioff, fu tra le fondatrici dell'Unione Femminile Socialista. A causa della sua posizione interventista, dopo l'inizio della guerra uscì dal Partito Socialista Italiano. Durante il conflitto, consolidò l'amicizia con Mussolini e dopo la guerra, ormai ostile al riformismo socialista e insofferente della società liberale, che le sembrò inadeguata di fronte alla crisi del dopoguerra, si legò al gruppo di persone pagano-romane che ruotava attorno al personaggio conosciuto col nome di Ekatlos.
Il 23 marzo 1919 partecipò alla fondazione dei Fasci in Piazza San Sepolcro e si avvicinò così al movimento fascista, salutando in Benito Mussolini il futuro Console d'Italia. Fu lei il 19 maggio dello stesso anno a presentare a Mussolini la professoressa Cesarina Ribulsi che, vestita di rosso, gli offrì il fascio littorio ricostruito. Nelle intenzioni del gruppo a cui apparteneva Terruzzi, si trattò in entrambi i casi di atti rituali volti a influenzare in senso pagano romano il nascente movimento fascista, ma Mussolini li intese probabilmente come semplici rievocazioni storico-archeologiche.
Partecipò alla marcia su Roma, ma mantenne un atteggiamento moderatamente critico nei confronti del movimento fascista e della persistente violenza dopo la formazione del governo Mussolini. Terruzzi prima promosse una sottoscrizione per la bambina del ferroviere comunista Erminio Andreoni, ucciso dai fascisti durante la strage di Torino, poi abbandonò la politica attiva. “Il popolo che resta indifferente alla persecuzione di una bambina innocente” scrisse per l'occasione a Mussolini, “si avvia alla barbarie oscura, non alla radiosa civiltà sognata dall'Eccellenza Vostra”.
Due anni più tardi avviò una forte polemica dalle pagine de Il giornale della donna con l'articolo Madri naturali, circa la disparità di trattamento delle istituzioni tra i figli legittimi e i figli nati fuori dal matrimonio. A tale argomento era personalmente interessata, avendo avuto, come s'è visto, un figlio naturale.
Anche dopo l'istituzione del Tribunale speciale,
la donna non divenne ostile al fascismo, ma assunse una posizione dialettica, ricoprendo, come lei stessa ebbe a dire, il ruolo di “suocera del fascismo”. Presto entrò a far parte con Ester Lombardo, Adele Pertici Pontecorvo e altre notevoli figure femminili del suo tempo del gruppo delle influenti “lealiste” del fascismo, con le quali alla metà degli anni trenta firmò appelli contro la marginalizzazione delle donne, che non erano rappresentate nelle gerarchie corporative, anche perché tra loro solo una quarantina possedeva una laurea in legge o in scienze politiche, necessaria per entrare nella burocrazia del Ministero delle Corporazioni.
La seconda guerra mondiale, sfociata poi in una atroce guerra civile, rappresentò per lei la fine di ogni illusione.

## Opere
- Dante e il quinto canto dell'inferno. Bergamo, 1891.
- Peregrinazioni sentimentali. Milano, Paolo Carrara Edit., 1897 (II ediz., Peregrinazioni. Milano, A. Vallardi, 1922)
- Una visita alle recluse. Napoli, 1906.
- La parola di una donna. Milano, Mercurio, 1918.
- L'Action morale et civile de l'Unione massaie della Campagna: Rapport au congrès International Des cercles des fermières. Milano, 1930.
- Crociera sentimentale: da Trieste a Buenos Aires. Milano, 1936.
- Infanzia dell'Ottocento: ricordi autobiografici. Firenze, Sansoni, 1938.
- I tumulti del 1898 a Milano: pagine di diario, Libreria dello Stato, Roma, 1939.
- Adolescenza dell'Ottocento: ricordi autobiografici. Firenze, A. Vallecchi, 1940.
- La mia giovinezza: ricordi autobiografici. Firenze, A. Vallecchi, 1943.